# Brit McRoberts
Brit McRoberts (Copenhague, Dinamarca, 10 de febrero de 1957) es una atleta canadiense retirada especializada en la prueba de 1500 m, en la que consiguió ser medallista de bronce mundial en pista cubierta en 1985.

## Carrera deportiva
En los Juegos Mundiales en Pista Cubierta de 1985 ganó la medalla de bronce en los 1500 metros, con un tiempo de 4:11.83 segundos, tras la neerlandesa Elly van Hulst (oro con 45:11.41 segundos) y la rumana Fiţa Lovin (plata).